# 消逝的光芒
《消逝的光芒》（香港和台湾旧译）是波兰电子游戏开发商Techland开发，华纳兄弟互动娱乐在Microsoft Windows、Linux、PlayStation 4、Xbox One发行的恐怖游戏。游戏原定2014年发行，但最终推迟到2015年。繁體中文版初推出時名為《垂死之光》，後來至第二作《消逝的光芒2 人與仁之戰》起由開發商統一譯名為《消逝的光芒》。
遊戲圍繞臥底特工凱爾·克蘭（Kyle Crane）進行，需要滲透名為哈蘭（Harran）的虛構土耳其城市中的隔離區。遊戲的大型開放世界具有大量喪屍和敵人，動態晝夜系統以及可攀登建築物。遊戲晝夜具明顯區別，喪屍在夜晚明顯更具攻擊性。遊玩機制強調武器戰鬥和跑酷技巧，並且具有多人遊戲模式。
遊戲最初於2012年初開始製作。在遊戲正式發布之前，有傳言聲稱《消逝的光芒》是Techland創建的另一個遊戲系列《死亡之島》的續集，但該傳言後來被否定。遊戲的跑酷機制強調自然動作。為了實現這一點，Techland不得不放棄大部分故事元素並從頭構建。遊戲音樂由帕维尔·布拉斯扎克（Paweł Błaszczak）負責。根據他的說法，配樂的靈感來自於70年代和80年代的電影原聲帶。
在發佈時，遊戲獲得大多正面評價。讚揚主要針對戰鬥，圖形，多人合作遊戲，導航和晝夜循環，但故事、難度及技術問題受到批評。該遊戲是2015年1月最暢銷的遊戲，打破了生存恐怖類遊戲首月銷售記錄。遊戲發售後，Techland承諾全力開發可下載內容。2015年5月，Techland將《地狱突袭》遊戲項目擱置以專注於此。該團隊發布了大量更新和兩個可下載內容包，即“烹飪和貨物”和“波扎克部落”。遊戲拓展包《消逝的光芒：信徒》於2016年2月9日發布。
續作《消逝的光芒2 人與仁之戰》於2022年2月4日發售。

## 劇情與設定

### 設定
玩家扮演臥底特工凱爾·克兰（Kyle Crane），完成尋找卡迪爾·蘇萊曼（Kadir Suleiman）的任務。卡迪爾原為國際救援組織「全球救援計劃」（英語：Global Relief Effort，簡稱：GRE）要員，但脫離組織潛入哈蘭（Harran）隔離區，威脅發表可能有損組織聲譽的絕密文件。克蘭到達隔離區後，必須在完成任務或幫助其他倖存者之間做出決定。

### 劇情
虛構中東城市哈蘭（Harran）突然爆發了一種神秘的病毒（THV），讓多數人變成兇猛的喪屍。當地國防部被迫封鎖並隔離部分城區。國際組織「全球救援計劃」（英語：Global Relief Effort）定期空投物資，幫助生還者。前僱員卡迪爾·蘇萊曼（Kadir Suleiman）竊取了的高度敏感文件，潛伏在隔離區，並以公開文件要脅。主角特工凱爾·克蘭受雇用去滲透隔離區，奪取機密文件。克蘭空降至隔離區時遭到土匪襲擊，並被喪屍咬傷，但傑德·阿爾代米爾（Jade Aldemir）和阿米爾（Amir Ghoreyshi）及時將他救出，送往稱為「塔樓」的生還者中心。阿米爾不幸身亡。
克蘭醒來後被介紹給傑德的弟弟拉辛·阿爾代米爾（Rahim Aldemir）。拉辛教了克蘭一些跑酷基礎知識並將他介紹給斯派克（Spike），給了他作為塔樓「跑者」的第一個任務。
克蘭得知，尋求幫助其他倖存者的塔樓被一群匪徒騷擾，匪徒首領名叫賴斯（Rais）。他們偷走並囤積了來自空投的物資，包括重要的「解毒劑」（Antizin）──一種抑制感染症狀的藥物，可以減緩感染者變成喪屍的過程。塔樓領導者布雷肯（Harris Brecken）對解毒劑的需求巨大。克蘭志願行動，設法到達含有解毒劑的空投。儘管倖存者急需藥物，卻指示克蘭摧毀這些物資，以迫使塔樓向賴斯購買藥物，以便確認賴斯是否就是叛逃者卡迪爾。克蘭不情願地遵守，向塔樓說謊，說空投已被洗劫一空。
沮喪的布雷肯無奈地派出克蘭去向賴斯購買解毒劑。克蘭藉機證實賴斯就是目標人物。他為賴斯執行了一系列不道德的任務（開啟廣播塔、收三次保護費、寻找賴斯的偵查团队），以為他將獲得兩箱解毒劑獎勵。不幸的是，他被賴斯耍了，只給了五瓶解毒劑。亦不願意繼續空投解毒劑以幫助塔樓，克蘭於是和斷絕關係。塔樓的情況惡化，病毒爆發導致許多人伤亡，包括幾個孩子，塔樓被迫封鎖一整層樓房。為了尋找解毒劑，克蘭和傑德突襲了由賴斯經營的供應存儲設施。他們沒有找到解毒劑，反而發現了C4炸藥。在做差事時，拉辛告訴克蘭，他正計劃用這些炸藥炸掉一個喪屍巢穴。克蘭反對這個計劃，但拉辛仍然出發了，克蘭只好起身追趕。在追上之後，他發現拉辛受傷了。克蘭只好繼續執行拉辛的計劃，炸掉了喪屍巢穴。當他返回時，他發現拉辛實際上被咬了，已經變成喪屍，克蘭只好殺死他。克蘭返回塔樓通知了布雷肯不幸的消息，傑德無意中聽到了拉辛的死讯，變得十分不安。
與此同時，塔樓的一位名叫澤雷（Imran Zere）的科學家試圖開發治療病毒感染的方法。他不幸被賴斯的幫派綁架。克蘭前去進行救援任務，結果也被綁架，被迫在一個競技場裡和喪屍打架。克蘭趁機發現了被竊取的機密文件，顯示意圖將病毒武器化，而不是研發治療方法幫助大眾。他在被處決前設法逃脫，還砍掉了賴斯的一隻手。澤雷在救援行動中喪生，臨死前告訴克蘭他已委託傑德將其研究交予另一名科學家卡姆登（Allen Camden）。
克蘭於是去尋找傑德。途中他發現接管了的國防部宣稱隔離區內沒有生還者，正計劃地毯式轟炸哈蘭，以徹底根除病毒。他設法重新啟動無線電塔並向外界傳播訊息，挫敗了該部的計劃。賴斯綁架了傑德，竊取了澤雷的研究。克蘭設法救出了傑德，並收回了澤雷研究的一部分，但傑德承認她已被喪屍咬傷，並請求克蘭立即阻止賴斯進一步行動。隨後傑德便轉化為喪屍，迫使克蘭也殺死了她。在用他自己的砍刀殺死賴斯的副手塔希爾（Tahir）後，克蘭將組織樣本送到卡姆登博士那裡。卡姆登博士認為自己研究非常接近成功，但需要剩下的澤雷的數據。隨後，克蘭發現賴斯已經與達成協議，把澤雷的研究數據移交給他們，以換取安全撤離隔離區。克蘭只好攻擊賴斯的已經充滿喪屍的總部，在摩天大樓頂上與他作戰。正當直升機出現時，克蘭終於將刀刺入賴斯的脖子，並將他扔出大樓。他勉強取得了剩餘的研究數據，並決定將其交給卡姆登博士而不是，也決定留在哈蘭幫助剩下的倖存者。

## 續作
續作《消逝的光芒2 人與仁之戰》由克里斯·阿維隆在2018年E3展上宣布，遊戲於2022年2月4日在PlayStation 4、PlayStation 5、Xbox One、Xbox Series X/S、Microsoft Windows以及任天堂Switch平台上發售。